# Nubier

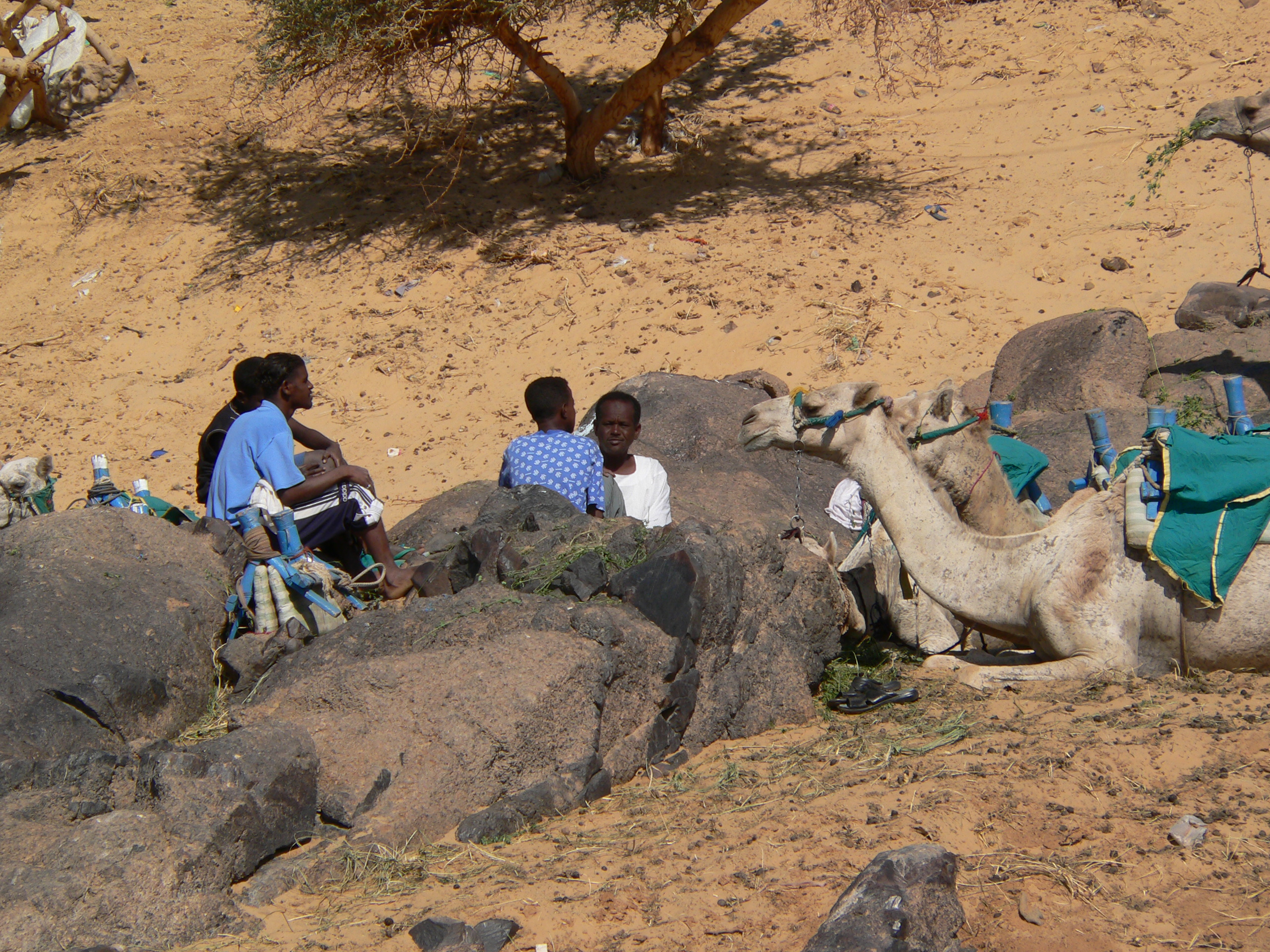
Nubier, 2005.

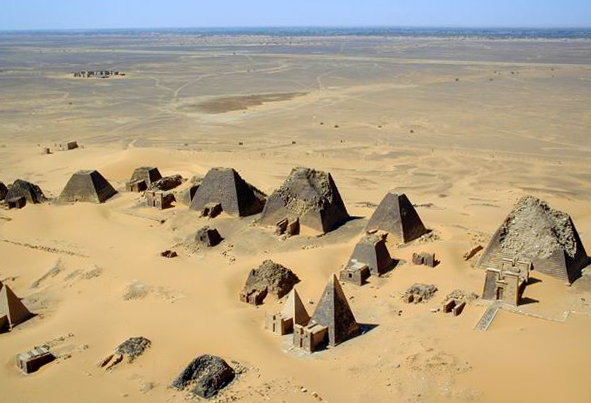
Pyramiderna i Meroë

Nubier är ett afrikanskt folk i södra Egypten och norra Sudan, främst Nubien (även Kordofan och Darfur). De flesta bor runt Nilen och i synnerhet väster om Assuan. Huvudsakligen talas två språk som båda tillhör den nubiska språkfamiljen.
Nubierna kristnades och tillhörde vanligen den östligt ortodoxa kyrkan under Alexandrias patriarkat. Flera andra tillhörde den Koptiska kyrkan. Nubien sågs en gång som ett av kristendomens starkaste fästen. Numer är dock nästan samtliga nubier muslimer.
När Assuandammen byggdes 1962-1965 tvingades många av de nubier som bodde där flytta, vanligen mot gränsen till Eritrea. Sedan dess finns ett stort antal nubier utan egentlig hemvist.